# René Seebacher
René Pascal Seebacher (* 24. Juli 1988 in Klagenfurt am Wörthersee) ist ein österreichischer Fußballspieler.

## Karriere
Seebacher begann im Alter von sieben Jahren beim Kärntner Verein SK Kühnsdorf Fußball zu spielen. Bereits im Alter von zwölf Jahren wechselte er in die Nachwuchsabteilung des FC Kärnten, wo er sämtliche Altersstufen durchlief. Im Sommer 2006 wurde er in den Kader der zweiten Mannschaft des FC Kärnten aufgenommen und bestritt in der Regionalliga Mitte 26 Spiele. Aufgrund seiner guten Leistungen rückte er im Sommer 2007 in den Kader der Kampfmannschaft auf. Sein Debüt als Fußballprofi gab Seebacher am 3. August 2007 beim 2:2-Unentschieden des FC Kärnten gegen den SV Bad Aussee, als er in der 68. Minute für Mario Steiner eingewechselt wurde.
Im Sommer 2008 verpflichtete der FC Trenkwalder Admira den Spieler. Nach zwei Saisonen folgte ein Wechsel auf Leihbasis zum TSV Hartberg, im Winter 2010 wurde der Spieler dann von den Oststeirern gekauft. Im Sommer 2011 folgte der Wechsel zurück zu FC Trenkwalder Admira mit denen der Verteidiger ab der Saison 2011/12 in der österreichischen Bundesliga spielte. Im Sommer 2013 wurde sein Vertrag beim FC Admira Wacker Mödling nicht mehr verlängert. Ab Sommer 2014 stand er beim Bundesligisten Wolfsberger AC unter Vertrag. Zur Saison 2015/16 wechselte Seebacher zum SC Wiener Neustadt.
Zur Saison 2016/17 wechselte er zum Ligakonkurrenten Kapfenberger SV. Zur Saison 2017/18 wechselte er zum viertklassigen ATSV Wolfsberg.